# Phénanthridine
La phénanthridine est un composé organique du groupe des hétérocycles contenant de l'azote. Elle correspond à un phénanthrène substitué par un atome d'azote en position 9. Des dérivés de la phénanthridine sont produits naturellement par exemple par des espèces végétales dans la sous-famille des Amaryllidoideae appartenant à la famille des Amaryllidaceae.

## Synthèse
La phénanthridine a été synthétisée pour la première fois en 1889 par Amé Jules Pictet (de) et H. Jan Ankersmit et par pyrolyse dans un tube incandescent de benzalaniline (de), produit de condensation de benzaldéhyde et d'aniline.
Dans la réaction de Pictet-Hubert (1899) le composé est formé dans une réaction d'un adduit de 2-aminobiphényl (de)-formaldéhyde (une N-acyl-o-xénylamine) avec du chlorure de zinc à de hautes températures. Les conditions de la réaction de Pictet-Hubert ont été améliorées par Morgan (de) et Walls en 1931, en remplaçant le zinc par l'oxychlorure de phosphore, POCl3 et en utilisant du nitrobenzène comme solvant. Pour cette raison, la réaction est également appelée réaction de Morgan–Walls :
Cette réaction est similaire à la réaction de Bischler-Napieralski et à la réaction de Pictet-Spengler. La production de phénanthridine à partir de phénanthraquinone, N-méthyl carbazole, fluorénonoxime ou phénanthridone est possible.
À partir de benzylarylamines halogénées, la phénanthridine et de ses dérivés peuvent être synthétisés via des intermédiaires arynes :

## Utilisation
La phénanthridine constitue la structure de base de certains alcaloïdes, par ex. la fagaronine qui est une hydrobenzo[c]phénanthridine, des médicaments, par ex. l'isométamidium et d'autres composés chimiques comme le dihydroéthidium, un marqueur fluorescent.

## Sécurité
La phénanthridine serait mutagène.